# Плутоново срце
Плутоново срце (енгл. Pluto's Heart) је истакнута површинска карактеристика патуљасте планете Плутон. Велика светла регија ширине од око 1590 километара, добила је надимак Плутоново срце од стране различитих медија и НАСА-е.
Регија је први пут идентификована на првим детаљним Плутоновим фотографијама. Дана 15. јула 2015. године регија је неформално названа Томбо регија (енгл. Tombaugh Regio) у част астронома који је открио Плутон, Клајда Томба.
На детаљним фотографијама Плутона види се како први и други режањ „срца” нису идентични; леви режањ је светлији. Веровало се како је леви режањ у ствари кратер испуњен азотним снегом. Такође се веровало да су светле тачке у регији у ствари врхови планина. Фотографије објављене 15. јула 2015. године приказивале су планине више од 3000 метара које су направљене од леда.